# NBA-Draft 2020

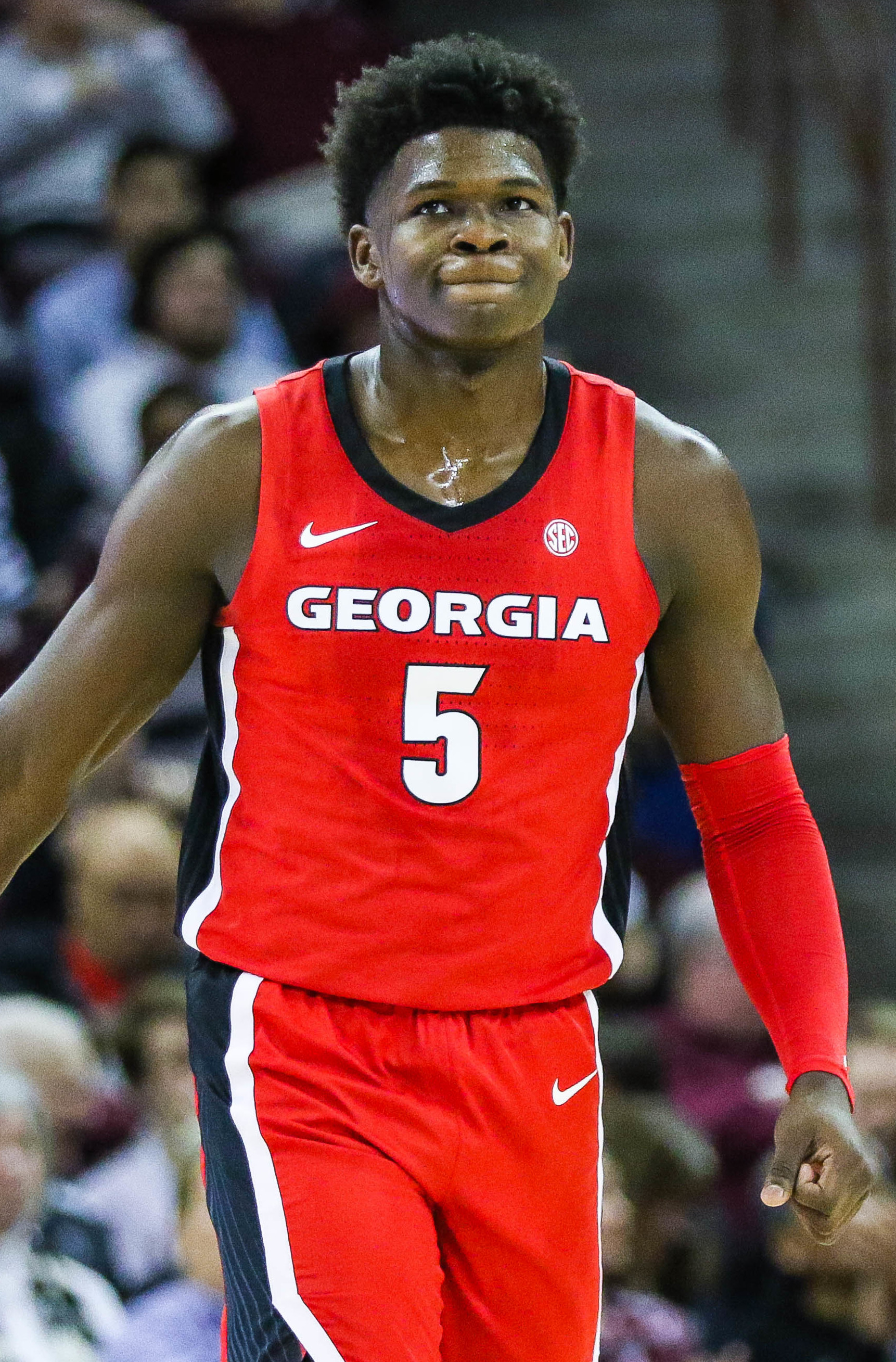
Anthony Edwards

Der NBA-Draft 2020 fand am 18. November 2020 statt. Aufgrund der COVID-19-Pandemie wurden die Auswahlentscheidungen der Mannschaften nicht in einer Halle in Anwesenheit der Spieler und im Beisein von Zuschauern bekanntgegeben. Stattdessen wurden die NBA-Verantwortlichen die Entscheidungen in einer Direktübertragung aus einem in Bristol (US-Bundesstaat Connecticut) gelegenen Fernsehstudio des Senders ESPN verkündet. Die betreffenden Spieler wurden zugeschaltet. Im Vorfeld des Draftverfahrens wurden in Ranglisten Anthony Edwards  und LaMelo Ball als aussichtsreichste Anwärter auf den ersten Auswahlplatz genannt.
Bei der am 20. August 2020 im NBA-Geschäftssitz in Secaucus (Bundesstaat New Jersey) durchgeführten Draftlotterie wurden die Minnesota Timberwolves als Mannschaft mit dem ersten Auswahlrecht ermittelt. Die Golden State Warriors erhielten den zweiten und die Charlotte Hornets den dritten Platz. Minnesota hatte zuvor erst einmal das erste Auswahlrecht innegehabt, nämlich 2015.
Später im Jahr als am 18. November wurde der NBA-Draft zuvor noch nie durchgeführt. Dass die Veranstaltung nicht im Juni stattfand, gab es zuvor im Jahr 1975. Spielerseitig war für eine Teilnahme am Draft ein Alter von mindestens 19 Jahren (spätestens am Ende des Kalenderjahres 2020) vorgeschrieben. Spieler, die 22 Jahre alt waren und in Profimannschaften außerhalb der NBA gespielt haben, waren automatisch teilnahmeberechtigt. Profispieler, die mindestens 19 Jahre, aber noch keine 23 Jahre alt waren, konnten sich zu einer vorzeitigen Teilnahme anmelden.

## 1. Auswahlrunde
Abkürzungen: PG = Point Guard, SG = Shooting Guard, SF = Small Forward, PF = Power Forward, C = Center; Fr. = Freshman, So. = Sophomore, Jr. = Junior, Sr. = Senior 
| Pick | Spieler            | Position | Nationalität                   | Franchise                                                   | vorheriges Team/College                           |
| ---- | ------------------ | -------- | ------------------------------ | ----------------------------------------------------------- | ------------------------------------------------- |
| 1    | Anthony Edwards    | SG       | Vereinigte Staaten             | Minnesota Timberwolves                                      | University of Georgia (Fr.)                       |
| 2    | James Wiseman      | C        | Vereinigte Staaten             | Golden State Warriors                                       | University of Memphis (Fr.)                       |
| 3    | LaMelo Ball        | PG       | Vereinigte Staaten             | Charlotte Hornets                                           | Illawarra Hawks                                   |
| 4    | Patrick Williams   | SF       | Vereinigte Staaten             | Chicago Bulls                                               | Florida State University (Fr.)                    |
| 5    | Isaac Okoro        | SF       | Vereinigte Staaten             | Cleveland Cavaliers                                         | Auburn University (Fr.)                           |
| 6    | Onyeka Okongwu     | PF/C     | Vereinigte Staaten             | Atlanta Hawks                                               | University of Southern California (Fr.)           |
| 7    | Killian Hayes      | PG       | Frankreich/ Vereinigte Staaten | Detroit Pistons                                             | Ratiopharm Ulm                                    |
| 8    | Obi Toppin         | PF       | Vereinigte Staaten             | New York Knicks                                             | University of Dayton (So.)                        |
| 9    | Deni Avdija        | SF       | Israel                         | Washington Wizards                                          | Maccabi Tel Aviv                                  |
| 10   | Jalen Smith        | C        | Vereinigte Staaten             | Phoenix Suns                                                | University of Maryland (So.)                      |
| 11   | Devin Vassell      | SG       | Vereinigte Staaten             | San Antonio Spurs                                           | Florida State University (So.)                    |
| 12   | Tyrese Haliburton  | PG       | Vereinigte Staaten             | Sacramento Kings                                            | Iowa State University (So.)                       |
| 13   | Kira Lewis         | PG       | Vereinigte Staaten             | New Orleans Pelicans                                        | University of Alabama (So.)                       |
| 14   | Aaron Nesmith      | SF       | Vereinigte Staaten             | Boston Celtics                                              | Vanderbilt University (So.)                       |
| 15   | Cole Anthony       | PG/SG    | Vereinigte Staaten             | Orlando Magic                                               | University of North Carolina at Chapel Hill (Fr.) |
| 16   | Isaiah Stewart     | PF/C     | Vereinigte Staaten             | Portland Trail Blazers (an Houston Rockets abgegeben)       | University of Washington (Fr.)                    |
| 17   | Aleksej Pokuševski | SF/PF    | Serbien                        | Minnesota Timberwolves (an Oklahoma City Thunder abgegeben) | Olympiakos Piräus                                 |
| 18   | Josh Green         | SF       | Australien                     | Dallas Mavericks                                            | University of Arizona (Fr.)                       |
| 19   | Saddiq Bey         | SF       | Vereinigte Staaten             | Brooklyn Nets (an Detroit Pistons abgegeben)                | Villanova University (So.)                        |
| 20   | Precious Achiuwa   | PF       | Nigeria                        | Miami Heat                                                  | University of Memphis (Fr.)                       |
| 21   | Tyrese Maxey       | SG       | Vereinigte Staaten             | Philadelphia 76ers                                          | University of Kentucky (Fr.)                      |
| 22   | Zeke Nnaji         | PF       | Vereinigte Staaten             | Denver Nuggets                                              | University of Arizona (Fr.)                       |
| 23   | Leandro Bolmaro    | SF       | Argentinien                    | New York Knicks (an Minnesota Timberwolves abgegeben)       | FC Barcelona                                      |
| 24   | R. J. Hampton      | SG       | Vereinigte Staaten             | Milwaukee Bucks (an Denver Nuggets abgegeben)               | New Zealand Breakers                              |
| 25   | Immanuel Quickley  | SG       | Vereinigte Staaten             | Oklahoma City Thunder (an New York Knicks abgegeben)        | University of Kentucky (So.)                      |
| 26   | Payton Pritchard   | PG       | Vereinigte Staaten             | Boston Celtics                                              | University of Oregon (Sr.)                        |
| 27   | Udoka Azubuike     | C        | Nigeria                        | Utah Jazz                                                   | University of Kansas (Sr.)                        |
| 28   | Jaden McDaniels    | PF       | Vereinigte Staaten             | Los Angeles Lakers (an Minnesota Timberwolves abgegeben)    | University of Washington (Fr.)                    |
| 29   | Malachi Flynn      | PG       | Vereinigte Staaten             | Toronto Raptors                                             | San Diego State University (Jr.)                  |
| 30   | Desmond Bane       | SG       | Vereinigte Staaten             | Boston Celtics (an Memphis Grizzlies abgegeben)             | Texas Christian University (Sr.)                  |

## 2. Auswahlrunde
| Pick | Spieler           | Position | Nationalität                | Franchise                                                  | vorheriges Team/College            |
| ---- | ----------------- | -------- | --------------------------- | ---------------------------------------------------------- | ---------------------------------- |
| 31   | Tyrell Terry      | PG       | Vereinigte Staaten          | Dallas Mavericks                                           | Stanford University (Fr.)          |
| 32   | Vernon Carey      | C        | Vereinigte Staaten          | Charlotte Hornets                                          | Duke University (Fr.)              |
| 33   | Daniel Oturu      | C        | Vereinigte Staaten          | Minnesota Timberwolves (an Los Angeles Clippers abgegeben) | University of Minnesota (So.)      |
| 34   | Théo Maledon      | PG       | Frankreich                  | Philadelphia 76ers                                         | ASVEL Lyon-Villeurbanne            |
| 35   | Xavier Tillman    | PF       | Vereinigte Staaten          | Sacramento Kings (an Memphis Grizzlies abgegeben)          | Michigan State University (Jr.)    |
| 36   | Tyler Bey         | SF       | Vereinigte Staaten          | Philadelphia 76ers (an Dallas Mavericks abgegeben)         | University of Colorado (Jr.)       |
| 37   | Vít Krejčí        | PG       | Tschechien                  | Washington Wizards (an Oklahoma City Thunder abgegeben)    | Casademont Saragossa               |
| 38   | Saben Lee         | PG       | Vereinigte Staaten          | Utah Jazz (an Detroit Pistons abgegeben)                   | Vanderbilt University (Jr.)        |
| 39   | Elijah Hughes     | SF       | Vereinigte Staaten          | New Orleans Pelicans (an Utah Jazz abgegeben)              | Syracuse University (Jr.)          |
| 40   | Robert Woodard II | SF       | Vereinigte Staaten          | Memphis Grizzlies (an Sacramento Kings abgegeben)          | Mississippi State University (So.) |
| 41   | Tre Jones         | PG       | Vereinigte Staaten          | San Antonio Spurs                                          | Duke University (So.)              |
| 42   | Nick Richards     | C        | Jamaika                     | New Orleans Pelicans (an Charlotte Hornets abgegeben)      | University of Kentucky (Jr.)       |
| 43   | Jahmi’us Ramsey   | SG       | Vereinigte Staaten          | Sacramento Kings                                           | Texas Tech University (Fr.)        |
| 44   | Marko Simonović   | C        | Montenegro                  | Chicago Bulls                                              | KK Mega Basket                     |
| 45   | Jordan Nwora      | SF       | Vereinigte Staaten/ Nigeria | Milwaukee Bucks                                            | University of Louisville (Jr.)     |
| 46   | CJ Elleby         | SG       | Vereinigte Staaten          | Portland Trail Blazers                                     | Washington State University (So.)  |
| 47   | Yam Madar         | PG       | Israel                      | Boston Celtics                                             | Hapoel Tel Aviv                    |
| 48   | Niccolò Mannion   | PG       | Italien/ Vereinigte Staaten | Golden State Warriors                                      | University of Arizona (Fr.)        |
| 49   | Isaiah Joe        | PG       | Vereinigte Staaten          | Philadelphia 76ers                                         | University of Arkansas (So.)       |
| 50   | Skylar Mays       | SG       | Vereinigte Staaten          | Atlanta Hawks                                              | Louisiana State University (Sr.)   |
| 51   | Justinian Jessup  | PG       | Vereinigte Staaten          | Golden State Warriors                                      | Boise State University (Sr.)       |
| 52   | Kenyon Martin Jr. | SG       | Vereinigte Staaten          | Sacramento Kings                                           | IMG Academy (graduiert)            |
| 53   | Cassius Winston   | PG       | Vereinigte Staaten          | Oklahoma City Thunder (an Washington Wizards abgegeben)    | Michigan State University (Sr.)    |
| 54   | Cassius Stanley   | PG       | Vereinigte Staaten          | Indiana Pacers                                             | Duke University (Fr.)              |
| 55   | Jay Scrubb        | SG       | Vereinigte Staaten          | Brooklyn Nets (an Los Angeles Clippers abgegeben)          | John A. Logan College (So.)        |
| 56   | Grant Riller      | SG       | Vereinigte Staaten          | Charlotte Hornets                                          | College of Charleston (Sr.)        |
| 57   | Reggie Perry      | PF       | Vereinigte Staaten          | Los Angeles Clippers (an Brooklyn Nets abgegeben)          | Mississippi State University (So.) |
| 58   | Paul Reed         | PF       | Vereinigte Staaten          | Philadelphia 76ers                                         | DePaul University (Jr.)            |
| 59   | Jalen Harris      | SG       | Vereinigte Staaten          | Toronto Raptors                                            | University of Nevada, Reno (Jr.)   |
| 60   | Sam Merrill       | SG       | Vereinigte Staaten          | New Orleans Pelicans                                       | Utah State University (Sr.)        |